# Николај Фјодоров
Николај Фјодорович Фјодоров (рус. Фёдоров, Николай Фёдорович) (9. јуна 1829 — 28. децембра 1903) је руски религиозни мислилац и филозоф. 
Рођен је 9. јуна 1829. године у селу Кључу (рус. Ключи) у Тамбовској гувернији. Родитељи су му били кнез Павле Иванович Гагарин и Јелисавета Иванова пореклом из ниже класе племства. Студирао је у Одеси, затим радио као професор у неколико мањих градова по Русији од 1854. до 1868. године, да би после тога почео да ради као библиотекар у музеју Румјанцев. Живео је скромно, са 17 рубаља месечно, спавао на сандуку у музеју уместо кревета, а истовремено био велики противник аскетског начина живота. За живота готово ништа није објавио, јер је продају књига сматрао недопустивом. Само мали број чланака је умножаван преписивањем и дељен међу пријатељима.

## Учење
Дао је оригинално тумачење апокалиптичких пророчанстава, које он сматра условним. Оваква идеја се јавља први пут у хришћанству. Он сматра да је предодређен само погубни пут зла који је описан у Апокалипси, док је пут хришћански, пут слободе и не може бити предодређен. Сматра да пасивно чекање краја није достојно човека и позива све на братско уједињење кроз стваралаштво и борбу против смрти.
Постоји и друга страна његовог учења. То је пројекат васкрсавање.
Николај Фјодоров је преминуо 28. децембра 1903. године у Москви

## Други о Фјодорову
- Владимир Соловјов :

Ваш пројекат прихватам у потпуности и без икаквих примедаба. Од времена појаве хришћанства ваш 'пројекат' је први корак напред човечијег духа по Христовом путу. Са своје стране само могу да вас признам за свог учитеља и духовног оца.
- Лав Толстој:

Ја сам поносан што живим у исто време са таквим човеком.
- Достојевски:

Фјодоров ме је јако заинтересовао... Заправо слажем се са тим мислима. Прихватио сам их као своје.